# Scandia (Minnesota)
Scandia – miasto w Stanach Zjednoczonych, w stanie Minnesota, w hrabstwie Washington.